# Радмила Тодоровић Бабић
Радмила Тодоровић Бабић (Ниш, 14. фебруар 1949 — Београд, 7. децембар 2006) била је српска песникиња и текстописац. Иако је завршила медицину, читав свој живот бавила се искључиво писањем текстова песама народне музике, међу којима су Потражићу очи нешто зеленије, Луцкаста си ти, Имена ми мог, Чај за двоје, Теби за љубав, Баш ми се не да, Играј, Боро, моје оро, Казуј, крчмо, џеримо, Шушка се, шушка, Извини, душо, извини, Шота (у народу познатија као Шотe мори, шотe) и многе друге.

## Живот
Рођена је у Нишу. Завршила је Медицински факултет у Нишу, али се медицином није никад бавила. Удала се за Милана Бабића са којим је у браку провела 20 година. Неки од извођача за које је писила текстове су: Милан Бабић, Мирослав Илић, Снежана Ђуришић, Лепа Лукић, Маринко Роквић, Лепа Брена, Уснија Реџепова, Биљана Јевтић и други. Написала је неке од великих хитова народне музике: Свађалице моја мала, Луцкаста си ти, Јој Радо, јој Радмила, Чај за двоје, Баш ми се не да, Имена ми мог, Мала соба три са три, Потражићу очи нешто зеленије, Шушка се, шушка, Казуј крчмо џеримо, Проговори, слико, Имам само пјесму, Шота... Свој музички израз је везала за традиционално народно пјевање, тако да све њене пјесме садрже елементе народног фолклора. Највише је сарађивала са композиторима Драганом Александрићем и Мишом Мијатовићем. Један је од оснивача удружења „Корени“, које се бави очувањем српских народних пјесама. Председник удружења је био њен супруг Милан Бабић.
Преминула је у 57. години. Сахрањена је 11. децембра 2006. на београдском гробљу Орловача.

## Признања
- Награда за животно дело на Фестивалу у Врњачкој Бањи, 2006.[2]
- Плакета "Златна лира" за врхунска поетска достигнућа у народној музици, 2014. (постхумно)

## Текстови
Написала је текстове за велики број извођача народне музике:
- Мирослав Илић - Луцкаста си ти, Јој Радо, јој Радмила, Најлепша си кад се смејеш, Схватио сам, не могу без тебе, Ова ноћ, Дајем реч, Отвори ми врата раја
- Снежана Ђуришић - Имена ми мог, Причај ми, причај, Мала соба, три са три, Нема ћара од бећара, Мене нана негује и гледа, Изненади ме, Ти си мени био све, Пуче јелек, пуче брука, Ударио тук на лук
- Маринко Роквић - Потражићу очи нешто зеленије, Свађалице моја мала, Замириши на бразду, И пијан и трезан за тебе сам везан
- Уснија Реџепова - Казуј крчмо џеримо, Због тебе мори, Лено, Веро, неверо, Како колан да се вијем, Расуле се косе моје, Шта хоћеш, Ја са југа, ти са севера
- Добривоје Топаловић - Кад бих мог'о и умро бих за те, Проговори, слико, Трећа јесен зајесенила, Волим те, једино моје, Хвала ти што постојиш
- Нада Топчагић - Извини, душо, извини, Враголанка, На срцу ми лежиш
- Милан Бабић - Баш ми се не да, Само да си рекла, Село моје мало, Шана, Господе драги
- Лепа Лукић - Чај за двоје, Еј, што да не
- Радиша Урошевић - Теби за љубав, Шумадинац од главе до пете, Ја за тебе дишем, Зора зори
- Биљана Јевтић - Уђи ми у траг
- Вера Ивковић - Шушка се, шушка
- Василија Радојчић - Џумбус, џумбус, машала
- Лепа Брена - Играј, Боро, моје оро
- Шота у извођењу Ненада Јовановића.[2]
- Неџад Салковић: Имам само пјесму[3]